# Lumsden Hare

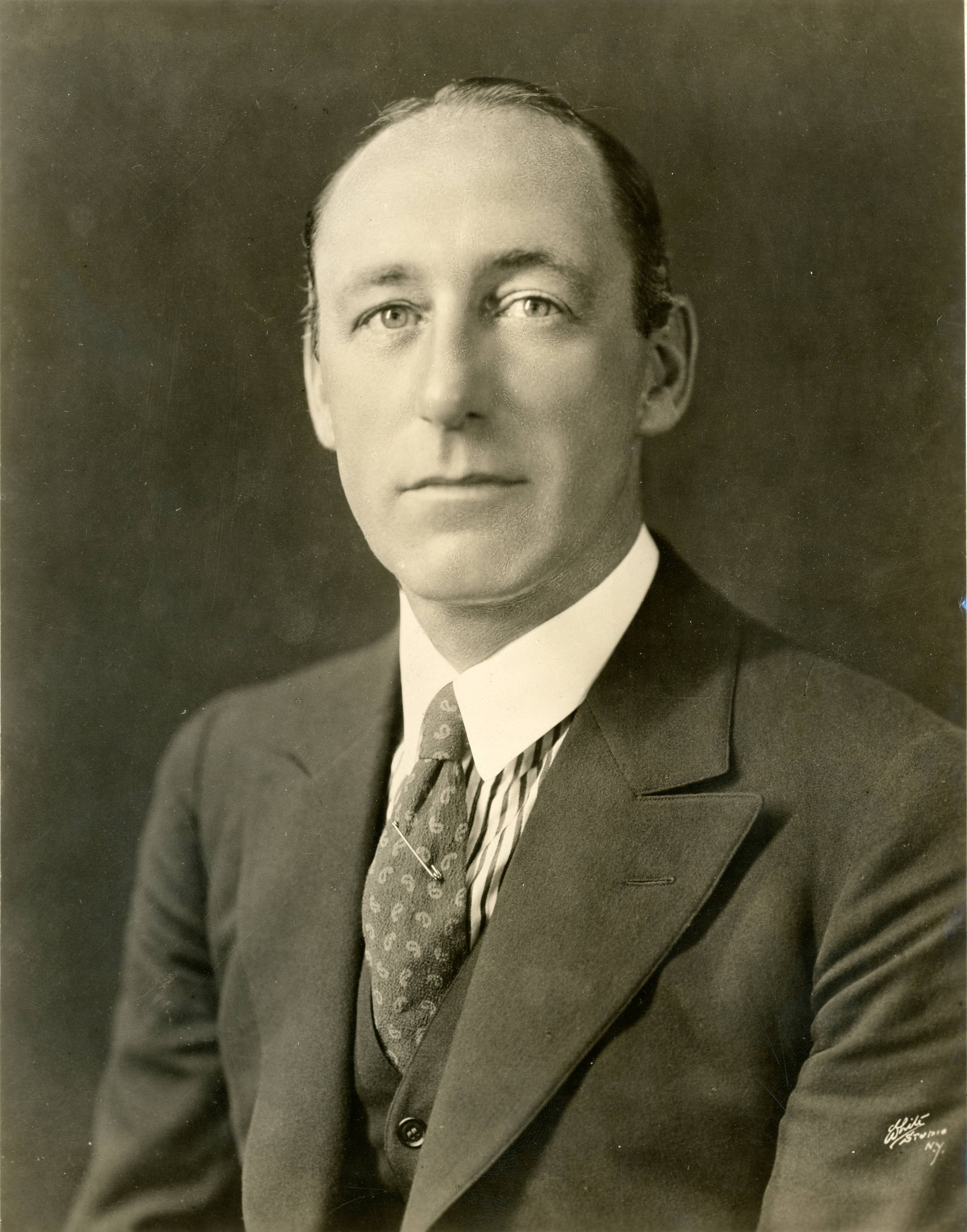
Lumsden Hare (1922)

Francis Lumsden Hare (* 17. Oktober 1874 oder 27. April 1875 in Tipperary, Munster, Irland; † 28. August 1964 in Beverly Hills, Kalifornien, Vereinigte Staaten) war ein irischer Film- und Theaterschauspieler, der über Jahrzehnte in den USA arbeitete.

## Leben
Lumsden Hare wanderte in jungen Jahren von Irland in die USA aus. Am Broadway in New York war er zwischen 1900 und 1942 in über 35 Stücken zu sehen. Nebenbei arbeitete er auch als Produzent oder Regisseur einiger Stücke. 1916 gab er sein Filmdebüt, es sollten in den nächsten Jahrzehnten rund 140 weitere Filme sowie einige Fernsehauftritte folgen. In den ersten Jahren seiner Filmkarriere spielte er überwiegend Hauptrollen, ab den 1920er-Jahren verlegte er sich auf Nebenrollen.  Meist verkörperte er respektable Briten der Oberschicht oder gehobenen Mittelschicht, zum Beispiel Offiziere, Aristokraten, Ärzte oder Priester. Besonders häufig wurde er in Literaturverfilmungen oder Historienfilmen eingesetzt. Zu seinen bekanntesten Filmen gehören Aufstand in Sidi Hakim, Rebecca, Nordwest-Passage und Das Schicksal der Irene Forsyte. Ab den 1940er-Jahren beschränkten sich seine Filmauftritte häufig nur auf wenige Sekunden, dennoch blieb Hare bis 1961 als Film- und Fernsehdarsteller aktiv.
Lumsden Hare starb 1964 mit 89 Jahren. Seine erste Ehe führte er mit Frances Rutledge, aus einer weiteren Ehe mit Selene Johnson stammte eine Tochter namens Nora.

## Filmografie (Auswahl)
- 1916: Love’s Crucible (Kurzfilm)
- 1916: As in a Looking Glass
- 1917: Barbary Sheep
- 1917: National Red Cross Pageant
- 1922: Sherlock Holmes
- 1925: One Way Street
- 1929: Die schwarze Garde (The Black Watch)
- 1929: Salute
- 1930: So This Is London
- 1931: Charlie Chan Carries On
- 1931: Svengali
- 1931: The Road to Singapore
- 1931: Arrowsmith
- 1933: Die weiße Schwester (The White Sister)
- 1933: International House
- 1933: His Double Life
- 1934: Die Rothschilds (The House of Rothschild)
- 1934: Das Leben geht weiter (The World Moves On)
- 1934: Schwarzer Mond (Black Moon)
- 1934: The Little Minister
- 1935: Bengali (The Lives of a Bengal Lancer)
- 1935: Kampf um Indien (Clive of India)
- 1935: Folies Bergère de Paris
- 1935: Cardinal Richelieu
- 1935: She – Herrscherin einer versunkenen Welt (She)
- 1935: Kreuzritter – Richard Löwenherz (The Crusades)
- 1936: Unter zwei Flaggen (Under Two Flags)
- 1936: Eine Prinzessin für Amerika (The Princess Comes Across)
- 1936: Der Letzte der Mohikaner (The Last of the Mohicans)
- 1936: Der Verrat des Surat Khan (The Charge of the Light Brigade)
- 1936: Signale nach London (Lloyd’s of London)
- 1937: The Last of Mrs. Cheyney
- 1937: Das Leben des Emile Zola (The Life of Emile Zola)
- 1938: A Christmas Carol
- 1939: Aufstand in Sidi Hakim (Gunga Din)
- 1939: Kettensträfling in Australien (Captain Fury)
- 1940: Nordwest-Passage (Northwest Passage)
- 1940: Rebecca
- 1940: Ein Mann mit Phantasie (A Dispatch from Reuter’s)
- 1940: Hudson’s Bay
- 1941: Arzt und Dämon (Dr. Jekyll and Mr. Hyde)
- 1941: Verdacht (Suspicion)
- 1942: This Above All
- 1942: Gefundene Jahre (Random Harvest)
- 1943: Auf ewig und drei Tage (Forever and a Day)
- 1943: Botschafter in Moskau (Mission to Moscow)
- 1943: Holy Matrimony
- 1943: Jack London
- 1943: Madame Curie
- 1944: Scotland Yard greift ein (The Lodger)
- 1944: The White Cliffs of Dover
- 1944: Das Gespenst von Canterville (The Canterville Ghost)
- 1944: Schlüssel zum Himmelreich (The Keys of the Kingdom)
- 1945: Jungle Queen
- 1945: Das Bildnis des Dorian Gray (The Picture of Dorian Gray)
- 1945: Die Entscheidung (The Valley of Decision)
- 1945: Liebesbriefe (Love Letters)
- 1945: Unter schwarzer Flagge (Captain Kidd)
- 1946: Das Vermächtnis (The Green Years)
- 1946: Schwester Kenny (Sister Kenny)
- 1947: Ihre beiden Verehrer (It Happened in Brooklyn)
- 1947: Die Privataffären des Bel Ami (The Private Affairs of Bel Ami)
- 1947: Ivy
- 1947: Das Doppelleben des Herrn Mitty (The Secret Life of Walter Mitty)
- 1947: Taifun (Green Dolphin Street)
- 1947: Der Verbannte (The Exile)
- 1947: Der Fall Paradin (The Paradine Case)
- 1948: Blutfehde (The Swordsman)
- 1948: Mr. Peabody und die Meerjungfrau (Mr. Peabody and the Mermaid)
- 1948: Lassies Heimat (Hills of Home)
- 1949: Auf Leben und Tod (The Fighting O’Flynn)
- 1949: Lassie in Not (Challenge to Lassie)
- 1949: Das Schicksal der Irene Forsyte (That Forsyte Woman)
- 1950: Liebe unter schwarzen Segeln (Fortunes of Captain Blood)
- 1950: Robin Hoods Vergeltung (Rogues of Sherwood Forest)
- 1951: David und Bathseba (David and Bathsheba)
- 1951: Der nächtliche Reiter (Dick Turpin’s Ride)
- 1951: Rommel, der Wüstenfuchs (The Desert Fox: The Story of Rommel)
- 1952: Der Fall Cicero (5 Fingers)
- 1952: Kurier nach Triest (Diplomatic Courier)
- 1952: Meine Cousine Rachel (My Cousin Rachel)
- 1953: Julius Caesar
- 1953: Die Thronfolgerin (Young Bess)
- 1954: Rose Marie
- 1954: Der Talisman (King Richard and the Crusaders)
- 1955: Urlaub bis zum Wecken (Battle Cry)
- 1955/1956: Rin Tin Tin (The Adventures of Rin Tin Tin) (Fernsehserie, 2 Folgen)
- 1957: Johnny Tremain
- 1959: Französische Betten (Count Your Blessings)
- 1959: Die vier Schädel des Jonathan Drake (The Four Skulls of Jonathan Drake)
- 1959: Mit Büchse und Colt (The Oregon Trail)
- 1961: Boris Karloffs Thriller (Thriller) (Fernsehserie, Folge 1x20)